# Batman: Arkham City
Batman: Arkham City (с англ. — «Бэтмен: Аркхэм-Сити») — компьютерная игра в жанре action-adventure в открытом мире с элементами стелса, разработанная британской студией Rocksteady Studios и изданная американской компанией Warner Bros. Interactive Entertainment. Игра основана на комиксах DC Comics о Бэтмене и является второй частью франшизы Batman: Arkham, продолжая игру Batman: Arkham Asylum 2009 года. Сценарий для неё написал Пол Дини в соавторстве с Полом Крокером и Сефтоном Хиллом. По сюжету, Бэтмен попадает в тюрьму под открытым небом «Аркхэм-Сити», состоящую из городских трущоб Готэм-Сити. Задача супергероя — раскрыть зловещий план начальника тюрьмы Хьюго Стрейнджа и вылечить от смертельной болезни своего заклятого врага, Джокера.
Как и предыдущая игра по Бэтмену, Arkham City делает основной акцент на различные способности героя, детективные навыки и гаджеты. Бэтмен может свободно перемещаться по «Аркхэм-Сити», взаимодействуя с неиграбельными персонажами и выполняя миссии, а также открывая новые области, продвигаясь по сюжету и получая новые гаджеты. Игрок также может выполнять побочные задания, которые могут разблокировать коллекционные предметы и дополнительный контент. Помимо этого, игрок может управлять Женщиной-кошкой — союзницей Бэтмена, у которой своя собственная история, проходящая параллельно основному сюжету игры.
Rocksteady Studios задумала создать Arkham City ещё во время разработки Arkham Asylum, оставив намёки на сиквел в игре и начав полноценное создание в феврале 2009 года. «Аркхэм-Сити» в пять раз превышает площадь лечебницы Аркхэм, а его дизайн был изменён, чтобы Бэтмен мог во время планирования пикировать. На маркетинговую кампанию было потрачено более года и десяти миллионов долларов, а выпуск игры сопровождался двумя музыкальными альбомами — один содержал партитуру от Рона Фиша и Ника Арундела, а другой — одиннадцать оригинальных песен от различных популярных исполнителей. Большинство персонажей озвучены актёрами, принимавшими участие в Arkham Asylum и анимационных проектах от DC.
Batman: Arkham City вышла в октябре 2011 года на игровых консолях PlayStation 3 и Xbox 360, версия для Windows вышла через месяц. Игра получила единодушное признание публики и критиков; особых похвал были удостоены её мрачное повествование, боевая система, дизайн мира и персонажей и саундтрек. Согласно сайту-агрегатору Metacritic, она стала самой высокооценённой игрой года наравне с The Elder Scrolls V: Skyrim, а также получила множество наград от различных игровых журналов в номинациях «Игра года», «Лучший экшен», «Лучшая игра в жанре action-adventure» и «Лучший оригинальный саундтрек». Как и Arkham Asylum, она считается одной из величайших видеоигр всех времён. В декабре 2011 года был выпущен мобильный спин-офф Arkham City Lockdown, а в мае и декабре следующего — издание «Игра года», куда вошёл весь дополнительный контент, и версия для Wii U соответственно. В октябре 2016 года Arkham City была отремастирована для консолей PlayStation 4 и Xbox One, а в декабре 2023-го игра портирована на Nintendo Switch. В октябре 2013 года вышел приквел ко всей франшизе — Batman: Arkham Origins, а в июне 2015-го — сиквел Batman: Arkham Knight, завершающий трилогию от Rocksteady.

## Игровой процесс
Batman: Arkham City представляет собой игру в жанре action-adventure в открытом мире с видом от третьего лица с элементами стелса. Действие игры разворачивается в тюрьме «Аркхэм-Сити», которая полностью открыта для игрока с самого начала, позволяя свободно путешествовать в любую точку мира в его пределах. Бэтмен может использовать комбинацию своих гаджетов и стелс-приёмов, чтобы нейтрализовать противников. По городу супергерой может путешествовать путём планирования с помощью своего плаща — в игру добавлено пикирование, с помощью которого персонаж может нырнуть вниз и устремиться вверх для продления своего полёта. Во время планирования Бэтмен может использовать крюк для подъёма на высоту. Игрок может использовать «Режим Детектива» — специальное зрение, которое выделяет различные интерактивные объекты, показывает врагов поблизости, их количество и эмоциональный статус, а также оно используется для криминалистических действий вроде отслеживания траектории выстрела из снайперской винтовки. Игрок имеет доступ к внутриигровой криминальной базе данных, которая включает в себя криминалистические головоломки, а также сеть для взлома коммуникационных частот.
Используя улучшенную версию боевой системы из Arkham Asylum, игрок теперь может отражать сразу два удара одновременно, ловить и метать брошенные противниками предметы, атаковать с воздуха и наносить серию быстрых последовательных ударов. Бэтмен также может использовать ещё больше своих гаджетов в бою. Враги теперь могут быть одеты в броню и вооружены холодным или огнестрельным оружием различного уровня; так атаки противников, вооружённых бейсбольными битами или водосточными свинцовыми трубами, наносят незначительный урон, в то время как огнестрельное оружие более сильное. К каждому врагу требуется особый подход для атаки: например, враги с электрическими дубинками должны быть атакованы только сзади, противники с щитами — сверху, а одетых в броню персонажей Бэтмен должен сначала оглушить, а потом провести добивание, состоящее из серии быстрых ударов. Более крупными врагами можно даже манипулировать для атаки их союзников. В «Аркхэм-Сити» проходят стычки между преступниками, которые подвержены влиянию определённых злодеев, из-за чего по миру проходят войны за территорию, что усложняет путешествие. За поединки против врагов супергерой получает очки опыта, которые нужны для разблокировки новых приёмов, улучшения брони костюма и гаджетов. Теперь окно улучшений «WayneTech» разделено на несколько категорий, каждая из которых содержит по 15 улучшений. Например, прокачав крюк, им можно совершить специальный решающий удар, а улучшая свои боевые навыки, игрок открывает новые виды атак, в частности разоружение противника.
Некоторые устройства, полученные в Arkham Asylum, доступны игроку с самого начала, однако бо́льшая часть всё-таки открывается по мере прохождения сюжетной кампании. Большинство гаджетов из предыдущей игры теперь имеют новые возможности и улучшения; так шифровальный секвенсор, используемый для взлома панелей безопасности, теперь может отлеживать коротковолновые радиоканалы, а во время использования тросомёта можно изменить направление или пройтись по канату устройства. Из предыдущей игры перекочевали дистанционно управляемый и звуковой бэтаранги, взрывчатый гель, который теперь можно использовать во время схваток с противниками, и бэткоготь. Из новых гаджетов у Бэтмена теперь дымовые гранаты, дезориентирующие противников, что помогает в скрытном прохождении; дистанционный электроразряд, временно оглушающий противников током и приводящий в действие двигатели; «ледяные удары» — гранаты, замораживающие противников, а также создающие плот для перемещения по воде; деструктор — устройство, дистанционно выводящее из строя огнестрельное оружие или мины.
Общее прохождение Arkham City занимает около 40 часов, из которых 25 часов уйдёт на сюжетную кампанию, а оставшиеся 15 — на побочные задания. В дополнительных заданиях, которые доступны в любое время, игроку предстоит столкнуться с многими известными персонажами во вселенной Бэтмена. Так, Загадочник оставляет супергерою 440 загадок, именуемых в игре «испытаниями», большинство из которых представляет собой сбор «трофеев Загадочника», разбросанных по всему «Аркхэм-Сити». Теперь Бэтмен может помечать «трофей» с помощью сканирования, чтобы забрать его в дальнейшем если у игрока нет необходимого гаджета для преодоления препятствия. Помимо этого, игрок должен по миру искать и идентифицировать приспешников Загадочника с помощью «Режима Детектива», чтобы допросить их о загадках злодея. Кроме «трофеев Загадочника», игрок должен находить и сканировать определённые места, связанные с ответом на загадку. После выполнения определённого количества загадок Бэтмен должен спасти заложника, удерживаемого в смертельной ловушке Загадочника.
После завершения сюжетной кампании на «обычном» или «сложном» уровне сложности, игрок может перепройти её в режиме «Новая игра+» со всеми открытыми устройствами и прогрессом. Однако по сравнению с обычным сюжетным режимом, в «Новой игре+» враги более агрессивны, а предупреждающие значки об их атаке отключены. Arkham City содержит специальные карты испытаний, которые открываются по мере прохождения игры. Испытания сосредоточены на достижении конкретных целей, вроде устранения волн противников в кулачном бою или скрытной нейтрализации вооружённого патруля. Методы и способности игрока оцениваются игрой и в режиме онлайн.
В игре присутствует ещё один играбельный персонаж — Женщина-кошка, которая изначально была лишь дополнительным персонажем за покупку DLC на PlayStation 3 и Xbox 360, но позже она стала игровым персонажем и на Windows. Её сюжетная линия, ориентированная на ограбление ценности, пересекается с основной историей. Она более ловкая и имеет свои индивидуальные гаджеты — болы, хлыст, шипы и когтистые перчатки. С ней также связаны некоторые загадки Загадочника, в частности специально для неё присутствуют особые «трофеи Загадочника», которые должна подбирать только она. Кроме неё, игрок может играть за таких персонажей, как Робин (Тим Дрейк) и Найтвинг (Дик Грейсон), также обладающие индивидуальными способностями. У Робина есть своё собственное сюжетное повествование в рамках DLC, однако оба доступны исключительно для прохождения испытания.
Версия Arkham City для PlayStation 3 и Xbox 360 позволяет играть в стереоскопическом 3D на телевизорах с 3D HDTV и 2D HDTV в анаглифах, а ПК-версия под управлением Windows использует технологию от Nvidia — 3D Vision, а также TriOviz for Games, прямо интегрированную в игровой движок Unreal Engine 3. За счёт особого контроллера для Wii U, игра на этой платформе имеет свои особенности — так на экране геймпада можно просматривать карту игры, а для расшифровки некоторых кодов Загадочника или «ТАЙГЕРА» необходимо прикоснуться к экрану контроллера и водить пальцем в поисках совпадающих частей слов.

## Сюжет

### Вселенная и персонажи
Действия Arkham City проходят спустя 18 месяцев после событий Arkham Asylum. Бывший надзиратель лечебницы Аркхэм Квинси Шарп взял на себя ответственность за прекращение вооружённой слежки за Джокером, чтобы стать мэром Готэм-Сити. Объявив, что лечебница и тюрьма строгого режима «Блэкгейт» больше не подходят для наблюдения арестантов и душевнобольных, Шарп закрывает оба помещения и превращает печально известные городские трущобы в тюрьму под открытым небом «Аркхэм-Сити». Впоследствии она передаётся на попечение психиатру Хьюго Стрейнджу, который тайно манипулирует новоиспечённым мэром, а главным контролем тюрьмы занялась военная организация «ТАЙГЕР». Стрейндж даёт заключённым полную свободу, но до тех пор, пока они не предпримут попытку сбежать. Бэтмен (Брюс Уэйн) следит за таким проектом и опасается, что такая хаотичная ситуация может выйти из-под контроля. Тем временем, его заклятый враг Джокер находится при смерти из-за передозировки веществом «Титан», которое придаёт неимоверную силу и превращает человека в огромного обезумевшего монстра.
В Arkham City представлено огромное количество персонажей из вселенной Бэтмена, большинство которых озвучено теми же актёрами, что и в Arkham Asylum и анимационных проектах DC. Бэтмена озвучил Кевин Конрой, а Марк Хэмилл — Джокера, причём последний заявлял, что это будет последний раз, когда он озвучивает его. Хэмилл неохотно возвращался к своей роли, желая закончить с Джокером на «высокой ноте», но узнав об участии Конроя и сценариста Пола Дини, актёр «смягчился». Том Кейн озвучил Квинси Шарпа, Дэвид Кей — комиссара полиции Джеймса Гордона, а репортёра Джека Райдера — Джеймс Хоран. Актёры Тася Валенца, Дэнни Джейкобс и Фред Таташор, озвучивавших Ядовитого Плюща, Виктора Зсаса и Бэйна в Asylum соответственно, также повторили свои роли. Закадычную подружку Джокера, Харли Квинн, теперь озвучивает Тара Стронг. Второстепенных персонажей, вроде Женщины-кошки, Робина, дворецкого Бэтмена Альфреда Пенниуорта и Оракул, озвучили Грей Делайл, Трой Бейкер, Мартин Джарвис и Кимберли Брукс соответственно. Найтвинг является играбельным персонажем в испытаниях, однако каких-либо реплик у него нет.
Среди персонажей, впервые появившиеся в серии Arkham, есть психолог-манипулятор и надзиратель «Аркхэм-Сити» Хьюго Стрейндж (Кори Бертон), Двуликий (Трой Бейкер) и Пингвин (Нолан Норт). Из второстепенных персонажей представлены Талия аль Гул (Стана Катич), Мистер Фриз и Календарный человек (оба озвучены Морисом Ламаршем). Бэтмену предстоит сразиться с Соломоном Гранди (Фред Таташор), Глиноликим, лидером Лиги убийц Ра’с Аль Гулом (Ди Брэдли Бейкер), контролирующего разум Безумным Шляпником (Питер Макникол) и наёмным убийцей Дэдшотом, проникшего в «Аркхэм-Сити» с целью убить нескольких высокопоставленных целей. В качестве камео представлены Хаш (Кевин Конрой), таинственный Азраил (Хари Пейтон), репортёр Вики Вэйл, Чёрная Маска (Нолан Норт), Убийца Крок (Стивен Блюм) и Нора Фриз, замороженная жена Мистера Фриза.

### Сценарий
Игра начинается с оппозиционной пресс-конференции Брюса Уэйна по поводу тюрьмы «Аркхэм-Сити», в ходе которой силы «ТАЙГЕРА» его арестовывают и сажают туда. Хьюго Стрейндж раскрывает двойную личность Уэйна и выпускает его в криминальную среду изолятора под небом. Брюс узнаёт о неком «Протоколе 10», который готовит Хьюго, и уходит из-под ареста «ТАЙГЕРА», одевшись в костюм Бэтмена на крыше. После этого, он сначала спасает Женщину-кошку от казни Двуликого, который надеется завоевать авторитет, убив её. После того, как Джокер пытался убить её во время спасения от лап Двуликого, Бэтмен выслеживает его в сталелитейном заводе Сиониса, надеясь узнать правду от клоуна о «Протоколе 10».
Супергерой проникает туда и узнаёт, что в крови Джокера мутирует вещество «Титан», медленно убивая его. Клоун берёт его в плен и делает ему переливание своей крови, заразив Брюса своей смертельной болезнью. Злодей также сообщает герою, что все готэмские больницы отравлены его кровью. Отчаявшись спасти себя и невинных граждан, Бэтмен ищет Мистера Фриза, который разрабатывал лекарство, позже похищенное Пингвином. Выследив его в музее, Бэтмен побеждает злодея, а также его бандитов и разбушевавшегося Соломона Гранди, и освобождает Фриза.
Фриз говорит Бэтмену, что антидот на текущий момент бесполезен из-за нестабильности формулы. Брюс думает, что лечебные свойства крови Ра’с аль Гула могут завершить создание лекарства, и отправляется в Подземный город, что приводит к конфронтации героя с Ра’сом и его дочерью Талией, бывшей возлюбленной Уэйна. В конце концов, герой всё-таки добывает кровь Гула и помогает Фризу завершить создание антидота, но Харли Квинн крадёт его. Когда Бэтмен возвращается к Джокеру, то обнаруживает, что здоровье злодея сильно улучшилось.
Пока Бэтмен сражается с Джокером, Стрэндж активирует «Протокол 10» — оказывается, он представляет собой план уничтожения населения «Аркхэм-Сити» и криминальных элементов Готэма. Силы «ТАЙГЕРА» начинают убивать заключённых, а Хьюго наносит ракетные удары по тюрьме с Чудо-башни. Одна из ракет попадает в сталелитейный завод, погребая Бэтмена обломками. Прежде чем Джокер успевает воспользоваться ситуацией, появляется Талия и предлагает ему бессмертие в обмен на сохранение жизни. После побега оттуда благодаря Женщине-кошке, Альфред убеждает Брюса покончить с «Протоколом 10», прежде чем преследовать Талию и Джокера.
Бэтмен проникает в Чудо-башню и отключает «Протокол 10». Выясняется, что Ра’с аль Гул был идейным вдохновителем «Аркхэм-Сити», и смертельно ранит Стрейнджа за то, что тот не смог победить супергероя. С последним вздохом, Хьюго активирует «Протокол 11» — самоуничтожение Чудо-башни. После совершения Ра’сом самоубийства во избежание поимок, Джокер связывается с Бэтменом с угрозой убить Талию в театре «Монарх». Когда Бэтмен прибывает туда, Джокер требует у героя антидот, но Талия, отвлёкшись, пронзает его своим мечом насквозь. Возлюбленная признаётся, что украла противоядие у Харли, и второй Джокер убивает её.
Джокер, которого пронзила мечом Талия, затем реанимируется и превращается в Глиноликого. Оказывается, Глиноликий всё это время маскировался под здорового Джокера по просьбе последнего. Во время их битвы уже настоящий Джокер, находящийся над ямой Лазаря, взрывает пол театра. После победы над Глиноликим, Бэтмен выпивает половину лекарства и уничтожает яму Лазаря Ра’са, чтобы Джокер не смог ею воспользоваться. Пока Бэтмен обсуждает лечение своего заклятого врага, клоун исподтишка нападает на героя, непреднамеренно разбив флакончик с лекарством. Пока Джокер пытается выпить остатки с пола, Бэтмен признаётся, что несмотря на все его злодеяния, он всё равно бы его спас. Игра заканчивается смертью Джокера с улыбкой на лице, а Бэтмен несёт его тело на глазах заключённых, кладёт на капот полицейской машины и покидает «Аркхэм-Сити».

## Разработка

### Концепция
Примерно за семь месяцев до завершения разработки Arkham Asylum Rocksteady начала обдумывать создание Arkham City. Уже были спланированы идеи для сюжета и декорации сиквела, чтобы повествования Asylum и City были эффективно взаимосвязаны. В Arkham Asylum разработчики добавили секретную комнату, в которой есть чертежи и концепт-арты к следующей игре; её добавили в кабинет начальника лечебницы Аркхэм. Rocksteady обнародовали её после шести месяцев, так как никто из игроков не смог её найти. Первоначально концепция сиквела состояла в переносе игры из камерной лечебницы к улицам Готэм-Сити, сохранив уровень детализации дизайна. С этой целью они хотели включить заметные и значимые для Бэтмена локации вместо общих улиц — Rocksteady изначально не были уверены, насколько тогдашние технологии ограничат масштаб их идеи.
Полноценная разработка началась в феврале 2009 года, когда команда сотрудников, работавших над Arkham Asylum, присоединилась к следующей игре. К тому времени, когда они научили игрового Бэтмена пикировать и планировать между зданиями, адаптация геймплея к более открытой местности считалась приемлемой. Как и с Asylum, разработчики отказались от добавления игрового процесса на Бэтмобиле — по пересечённой местности Бэтмен не смог бы им воспользоваться. Вдобавок, планирование с помощью плаща считалось вполне достаточным, и посадка героя в транспортное средство серьёзно изменило бы игру. Директор Arkham City Сефтон Хилл заявил, что ключевой целью игры было «передать ощущение Бэтмена в Готэме», а Кевин Конрой описывал сиквел как «очень-очень мрачное действо» и отмечал связь City с мультфильмом «Бэтмен будущего: Возвращение Джокера».

### Дизайн
В рамках концепции «Бэтмен в Готэме» арсенал действий Бэтмена был расширен. Несмотря на то, что команда разработчиков придумала несколько идей для новых движений, гаджетов и способностей, она решила продвигаться вперёд только с теми, которые были бы аутентичными для Бэтмена. Она также решила с самого начала игры оставить устройства из Arkham Asylum чтобы создать ощущение, что герой полностью готов к непредвиденным ситуациям в «Аркхэм-Сити». Студия пересмотрела игровые механики и боевую систему чтобы «добавить ещё больше глубины в геймплей вместо кардинальных изменений» — количество анимаций было увеличено в два раза. «Режим Детектива» был переработан из-за того, что в Arkham Asylum игроки использовали его чуть ли не на протяжении всей игры. Одна из идей состояла в введении лимита по времени на его использование, но Rocksteady посчитали, что Бэтмен «никогда не стал бы его добавлять», поэтому его решили сделать таким образом, чтобы его трудно было включать — например в боях. Арт-директор Rocksteady Дэвид Хего описал новый «Режим Детектива» как «режим дополненной реальности».
Ещё одним способом, которым разработчики хотели улучшить восприятие Бэтмена, был более большой игровой мир. Площадь «Аркхэм-Сити» в пять раз больше лечебницы Аркхэм, а навигационные элементы интерфейса были улучшены для предложения игроку «свободы и волнения от планирования по переулкам». Хотя концепции City сравнивались с играми с открытым миром, Сефтон Хилл отмечал, что свобода не подходит к игре о Бэтмене, ибо это нарушает атмосферу, а также что игрока должна волновать цель «думать как Бэтмен, чтобы выжить». Чтобы сбалансировать более открытый мир, разработчики стремились включить больше испытаний и побочных миссий, стараясь сохранить интерес игрока к основной сюжетной кампании. Одно из главных дополнительных заданий игрока — «трофеи Загадочника» — было разработано ближе к концу основной разработки, и в результате они присутствуют в каждой локации Arkham City, а их общее количество равно 440. Rocksteady так хотели заставить игрока «креативить» при сборе «трофеев», требуя активное использование своих гаджетов для решения головоломок.
За счёт добавленного открытого мира, разработчики включили в игру ещё больше злодеев из вселенной Бэтмена. Основным антагонистом стал Хьюго Стрейндж: его сила и способность манипулирования людей помогают поддерживать изоляцию в «Аркхэм-Сити». По словам Хилла, Хьюго знает о настоящей личности Бэтмена, что делает супергероя «таким уязвимым и незащищённым, каким он раньше никогда не был», отметив, что для многих игроков он является новым, и его предыстория и характер будет подробно описан на протяжении всего прохождения. В качестве напарницы-антигероини Бэтмена была выбрана Женщина-кошка, добавив ей собственную историю, проходящую параллельно основным событиям. Её история изначально заканчивалась тем, что она становилась помощницей героя официально, но на позднем этапе разработки Rocksteady решили добавить игроку моральную дилемму, в ходе которой героиня может покинуть «Аркхэм-Сити» со своей награбленной добычей. Ещё одним напарником Бэтмена стал Робин: у него бритая под ноль голова и современный дизайн костюма, отошедший от традиционного образа «Чудо-мальчика». Старший художник по концепт-артам Кан Муфтик объяснил его облик так: «Наше видение Робина — это образ беспокойного молодого парня, который временами спокоен и замкнут, но если его разозлить, он будет очень опасным и агрессивным. Бритая голова вдохновлена бойцами в клетке, потому что мы подумали, что у Робина есть много свободного времени, чтобы держать себя в тонусе. Тем не менее, мы сохранили его классические черты внешности — красно-жёлтый цвет костюма, плащ и маска». Изначально разработчики не хотели его добавлять в основную кампанию, но позже было решено сделать Робина «доставщиком новых гаджетов Бэтмену», а также представить своё видение взаимоотношений между героями.
Для Бэтмена, Женщины-кошки и Робина был придуман свой индивидуальный игровой опыт. Для Arkham City злодеи выбирались таким образом, чтобы показать, что тюрьма является плавильным котлом жителей Готэма. Разработчики полагали, что предоставление небольшой частички биографии антагонистов позволит геймеру ближе познакомиться с ними. Смерть Джокера и заражение Бэтмена смертельной болезнью задумывались с самого начала разработки для демонстрации того, как два диаметрально противоположных персонажа будут взаимодействовать в стремлении к общей цели. Издатель Warner Bros. и ведущий сценарист Пол Дини не возражали против трагической участи злодея, пока Сефтон Хилл и Пол Крокер не решили сделать из неё шокирующий поворот, мотивируя это тем, что Бэтмен из принципа не является виноватым в смерти своего заклятого врага, ибо герой даже намеренно не стал бы кого-то убивать.
Изначально планировалась многопользовательская игра, но в конечном итоге Rocksteady от неё отказалась. Впоследствии Сефтон Хилл говорил: «Если мы используем всю энергию, необходимую для создания мультиплеера, сосредоточившись при этом на одиночной игре, то будет ли от этого игре лучше?». При этом, в качестве источника вдохновения выступал режим «Free Roam» из Red Dead Redemption, а максимальное количество игроков на карте должно было быть двенадцать.
Определённые районы «Аркхэм-Сити» спроектированы под каждую контролирующую бандитскую группировку злодеев. Менеджер по маркетингу игр Rocksteady Дакс Гинн говорил: «Если вы попадёте на территорию Джокера, то вы получите стилизованные под него граффити на разных стенах и зданиях. Наша арт-команда приложила множество усилий для создания этакого перехода от одного района к другому, помогая игроку почувствовать физический переход в другое эмоциональное пространство». Архитектура мира вдохновлена модернистским дизайном XIX века, Чудо-башня Хьюго Стрейнджа — Эйфелевой башней, а дизайн персонажей выполнен в современном гиперреализме. Чтобы сохранить обстановку, базовую цветовую гамму в таких местах, как зоны со льдом Мистера Фриза, сталелитейный завод Джокера и джунгли Ядовитого Плюща, были дополнены контрастными элементами; так в сталелитейном заводе стены разукрашены рисунками с лицами клоунов для контраста с оранжевыми и красными цветами. Для создания «естественной городской среды» для Бэтмена, Rocksteady расширила свой штаб разработчиков с 75 человек до более 100. Сверхурочная работа над игрой длилась около восьми месяцев, за этот промежуток люди работали до 11-12 часов ночи, а рабочее время начиналось в 8 часов утра.

### Музыка
Выход игры сопровождался двумя музыкальными альбомами, выпущенными лейблом WaterTower Music. Оригинальный саундтрек под авторством Ника Арундела и Рона Фиша, содержащий 19 песен, вышел 18 октября 2011 года. 4 октября на компакт-дисках и сервисах цифровой дистрибуции вышел Batman: Arkham City — The Album, включающий 11 песен к игре от известных исполнителей, таких как Daughtry, Panic! At the Disco и Coheed and Cambria. При покупке коллекционного издания игры была доступна дополнительная песня, а Deluxe-издания — часть оригинальной партитуры Арундела.

## Выход

### Маркетинг
По сравнению с Arkham Asylum, Warner Bros. решила для Arkham City сделать обширную маркетинговую кампанию для охвата далёких от комиксов игроков, которых привлекают блокбастеры уровня Call of Duty. Издатель решил, что статус Бэтмена как одной из икон поп-культуры неоспорим, поэтому для продвижения проекта Warner Bros. подчёркивали элементы персонажа, которые оценят поклонники экшенов и шутеров от первого лица. Источником вдохновения и основой для официальной рекламы Arkham City и её обложки послужили чёрно-белые фотографии культовых личностей, вроде Стива Джобса и Джеймса Дина. Подобные обложки и арты с наличием крови и более светлых тонов сильно отходят от классического образа Бэтмена и переориентируются на его человечность. «Чёрно-белая» кампания была представлена на 120 журнальных обложках и ориентирована примерно на 15 миллионов человек. В дополнение, Warner Bros. выпустили серию вирусных рекламных роликов и видео с трюками с участием актёров в игровых костюмах. К апрелю 2012 года три геймплейных трейлера суммарно набрали около шести миллионов просмотров на YouTube. Вирусный сегмент кампании также включал несколько аудиозаписей персонажей игры, которые можно было прослушать после решения головоломок. На разработку всей рекламы ушло около года, и на создание всех артов и обложек, видеороликов, DLC и билбордов было потрачено 10 миллионов долларов.
11 мая 2011 года была выпущена ограниченная ежемесячная одноимённая серия комиксов из шести частей, соединяющая повествования Asylum и City. За её написание отвечал Пол Дини, а за иллюстрации — Карлос Д’Анда. Warner Bros. также принимали участие в создании игрушек по игре от Mattel, игральных карточек от Hallmark, стилизованных под бэтаранг геймпадов и разнообразной одежды.
Компания по торговле различными игрушками, одеждой и другими детскими товарами Toys «R» Us официально выпустила 500 копий с Arkham City в понедельник 17 октября за день до официального релиза. Первые 100 человек, сделавших предзаказ через «Личный отдел покупок», получили шанс забрать диск с игрой с автографами одновременно от соиздателя DC Entertainment Джима Ли, актёра озвучивания роли Бэтмена Кевина Конроя и геймдизайнера Arkham City Сефтона Хилла. Оставшиеся копии игры можно было получить без автографа.
В июле 2012 года компания Play Arts объявила о выпуске детализированных фигурок по мотивам Arkham City и Metal Gear Solid.

### Релиз
Batman: Arkham City вышла 18 октября 2011 года на консолях Xbox 360 и PlayStation 3 в Северной Америке, 19 октября в Австралии и 21 октября в Европе. Австралийские ритейлеры EB Games и Game в свою очередь выпустили игру на два дня раньше указанной даты. Выпуск версии для Windows был запланирован одновременно с консольным релизом, однако по неизвестным причинам в сентябре порт на ПК был перенесён на 18 ноября. Одновременно с ПК-релизом игра появилась в сервисах Steam, Origin и OnLive. 29 мая следующего года вышло издание «Игра года» в США и Канаде; в других странах издание вышло 7 сентября на всех платформах, а в Великобритании — 2 ноября. В декабре 2012 года Arkham City стала временно бесплатной игрой месяца на PlayStation 3, доступной по подписке PlayStation Plus. В сентябре 2013 года на территории Северной Америки вышел сборник Batman: Arkham Bundle на PlayStation 3 и Xbox 360, включающий полные издания Arkham Asylum и Arkham City со всеми дополнениями, а в ноябре во всём мире — Batman: Arkham Collection, куда также вошла Arkham Origins.
7 декабря 2011 года игра получила спин-офф на мобильные устройства под управлением iOS и Android, разработанный NetherRealm Studios — Batman: Arkham City Lockdown. Действие Lockdown проходит до событий основной игры, а игроку предстоит столкнуться с Двуликим, Соломоном Гранди, Джокером и Дефстроуком.
Версия City для консолей Wii U с подзаголовком Armored Edition вышла 18 ноября 2012 года. Она содержит весь дополнительных контент, а также специально разработанный режим «Battle Armored» и некоторые переработанные элементы геймплея под контроллер Wii U GamePad. Armored Edition разработана подразделениями Warner Bros. в Монреале и Бербанке. 13 декабря игра вышла для компьютеров на операционной системе Mac OS X в издании «Игра года», которую разрабатывала Feral Interactive.
Сборник Batman: Return to Arkham, разработанный Virtuos, включает в себя ремастерированные версии Arkham Asylum и Arkham City на движке Unreal Engine 4. Он вышел на PlayStation 4 и Xbox One 18 октября 2016 года и включает в себя весь выпущенный ранее загружаемый контент и имеет улучшенную графику, шейдеры и освещение, обновлённые модели героев и окружение. Return to Arkham первоначально должен был выйти в июле, но выход сборника отложили для дополнительной полировки, чтобы «воссоздать отточенный игровой опыт Batman: Arkham». В сентябре 2019 года вышла Batman: Arkham Collection, куда вошли ещё и Arkham Knight и весь дополнительный контент ко всем трём играм. В этом же году с 19 по 26 сентября игра была временно бесплатной в Epic Games Store вместе с Arkham Asylum, Arkham Knight, Lego Batman: The Videogame, Lego Batman 2: DC Super Heroes и Lego Batman 3: Beyond Gotham. 1 декабря 2023 года Arkham Asylum, Arkham City и Arkham Knight были портированы на Nintendo Switch студией Turn Me Up Games, хотя изначально релиз был запланирован на 13 октября.

#### Бонусы за предзаказ
В рамках сотрудничества с такими розничными компаниями, как Best Buy, Amazon, GameStop, Game, Gamestation, EB Games, Tesco и Asda, Warner Bros. предоставила различные бонусы за предзаказ, доступные только в этот период с конкретного магазина или при покупке разного рода товаров, вроде энергетика NOS с кодом на разблокировку контента.
В августе 2011 года Warner Bros. представила дополнительные костюмы для Бэтмена; среди них одеяния из комиксов «Возвращение Тёмного рыцаря», «Земля-1», из Бронзового века комиксов, анимационного сериала 1992 года и мультсериала «Бэтмен будущего». Костюм из мультсериала 1992 года изначально был доступен только покупателям GameStop в США с подпиской на бонусы. В августе был представлен эксклюзивный для PlayStation 3 костюм «Корпус Синестро», который можно было разблокировать только с помощью кода, получаемого за покупку Blu-ray диска расширенной версии фильма «Зелёный Фонарь».
Напарник Бэтмена, Робин (Тим Дрейк), стал доступен в качестве играбельного персонажа в испытаниях с индивидуальным набором гаджетов и приёмов. Вместе с этим, для Робина были представлены дополнительные костюмы — из мультсериала «Бэтмен» 1992 года и одеяние «Красный Робин». Персонаж получил две собственные карты испытаний — «Убежище Чёрной Маски» и «Грузовой поезд». Также стала доступна карта испытаний «Карнавал Джокера», действие которой происходит на арене сталелитейного завода, а игрок должен одолеть в рукопашном бою волны противников. Предзаказ игры рассматривался как «ранний доступ» к контенту, при этом было подтверждено, что весь дополнительный материал со временем будет доступен всем игрокам после выхода. Количество предзаказов Arkham City более чем на 200 % превысило цифры заказов Arkham Asylum.

### Издания
На территории Великобритании было анонсировано коробочное издание Robin Edition, доступное исключительно в магазинах Game и Ganestation; вместе с базовой игрой, оно содержало весь дополнительный контент к Робину. Также было доступно издание Steelbook Edition — стандартная игра в металлическом стилбуке с обложкой с Бэтменом, содержащее карту испытаний «Карнавал Джокера», мультфильм «Бэтмен: Под красным колпаком» и костюм для Бэтмена из Бронзового века комиксов. Кроме этого, был альтернативный стилбук с обложкой с Женщиной-кошкой, в котором присутствовал код на загрузку костюма Бэтмена «Земля-1».
Коллекционное издание содержит статуэтку Бэтмена, арт-бук, саундтрек с песнями от различных исполнителей, мультфильм «Бэтмен: Рыцарь Готэма», костюм «Возвращение Тёмного рыцаря» и карту испытаний «VIP-зал „Айсберг Лаунж“» Пингвина. В России же было своё коллекционное издание от компании «СофтКлаб» — кроме диска с игрой, в него входили руководство пользователя, альбом иллюстраций, металлический брелок и коврик для мыши, а также фигурку Бэтмена и коды на загрузку игрового саундтрека от WaterTower Music, шести внутриигровых костюмов для Бэтмена и карты испытания «VIP-зал „Айсберг Лаунж“» для Xbox 360 и PlayStation 3. В июле 2011 года было объявлено о привязке игры к Games for Windows — Live, после чего Warner Bros. опровергали дистрибьюторам подобное заявление, но в конце августа всё-таки подтвердили.
25 октября 2011 года был выпущен комплект с лимитированной под игру консолью Xbox 360 памятью 250 Гб, содержащий DVD-диски с фильмом «Зелёный Фонарь» и игрой к нему — Rise of the Manhunters, а также мультфильмом «Бэтмен: Рыцарь Готэма». Позднее вышел аналогичный бандл, но с камерой Kinect.
23 апреля 2012 года было анонсировано издание «Игра года», включающее весь выпущенный загружаемый контент. В США и Канаде за покупку «Игры года» дарили цифровую версию мультфильма «Бэтмен: Год первый». Обложка этой версии подверглась критике за огромные цитаты из рецензий критиков и журналистов, фактически закрывающее название игры. Некоторые критики назвали её одной из худших в истории видеоигр.
25 августа 2022 года итальянское подразделение GameStop выпустило издание Comic Edition, доступное только на территории Италии — помимо самой игры и всего загружаемого контента к ней, в комплект также вошла одноимённая серия комиксов и плакат.

### Загружаемый контент
За покупку игры на PlayStation 3 и Xbox 360 игроку дарили код на разблокировку DLC «Женщина-кошка», в котором необходимо выполнить серию миссий для Женщины-кошки, обладающей собственными приёмами и гаджетами. Несмотря на то, что миссии были как часть основного сюжета, 13 октября 2011 года Warner Bros. объявили о том, что DLC будет ограниченным по времени, а позднее геймеры смогут приобрести контент отдельно. Позже было объявлено, что подержанные копии, купленные в GameStop, будут содержать код на это DLC, а издатели подтвердили, что для полного завершения игры играть за Женщину-кошку не потребуется. Её дополнение также содержит дополнительные костюмы для персонажа — из мультсериала 1992 года и «Затянувшийся Хэллоуин» из комикса «Бэтмен: Долгий Хэллоуин». ПК-версия сразу включает в себя дополнение, благодаря чему каких-либо дополнительных загрузок и установок не потребуется.
1 ноября вышло DLC «Найтвинг»; титульный персонаж в нём является играбельным героем для испытаний и включает две карты испытаний: «Поместье Уэйнов» и «Главный зал», а также костюм к Найтвингу из мультсериала. DLC «Робин», вышедшее 22 ноября, содержит весь бонусный контент для титульного персонажа. 6 декабря вышел комплект «Костюмы», включающий все дополнительные костюмы для Бэтмена. 20 декабря всем игрокам стали доступны карты испытаний «Карнавал Джокера» и «VIP-зал „Айсберг Лаунж“», а также новейшую стелс-карту «Пещера Бэтмена». Днём ранее для Бэтмена вышел бесплатный на всех платформах костюм, взятый из комикса Batman Incorporated.
23 октября в App Store стало доступно официальное приложение к игре, представляющее собой карту «Аркхэм-Сити» со всеми коллекционными предметами и загадками Загадочника.
29 мая 2012 года на консолях PlayStation 3 и Xbox 360 вышло сюжетное дополнение «Месть Харли Квинн», на ПК оно вышло неделю позже. Кампания включает в себя новую историю, проходящую через две недели после основных событий Arkham City, и новых врагов, а игровыми персонажами выступают Бэтмен и Робин. По сюжету, большинство обитателей тюрьмы «Аркхэм-Сити» эвакуировали, но Харли возвращается и обосновывается в убежище Джокера. Во время поимки Квинн, Бэтмен пропадает без вести, и на его поиски отправляется Робин. В день выхода DLC о Харли, Warner Bros. объявили, что абсолютно все предыдущие дополнения, включая «Месть Харли Квинн», войдут в издание «Игра года».

## Отзывы критиков
| Сводный рейтинг       | Сводный рейтинг                                           |
| Агрегатор             | Оценка                                                    |
| --------------------- | --------------------------------------------------------- |
| GameRankings          | 95,94 % (PS3) 93,88 % (X360) 90,43 % (PC) 84,88 % (Wii U) |
| Metacritic            | 96/100 (PS3) 94/100 (X360) 91/100 (PC) 85/100 (Wii U)     |
| Иноязычные издания    |                                                           |
| Издание               | Оценка                                                    |
| 1UP.com               | A                                                         |
| EGM                   | 10/10                                                     |
| Eurogamer             | 9/10                                                      |
| Game Informer         | 10/10                                                     |
| GamePro               | [ 181 ]                                                   |
| GameSpot              | 9/10                                                      |
| IGN                   | 9,5/10                                                    |
| Joystiq               | [ 184 ]                                                   |
| OXM                   | 10/10                                                     |
| X-Play                | [ 186 ]                                                   |
| Русскоязычные издания |                                                           |
| Издание               | Оценка                                                    |
| 3DNews                | 10/10                                                     |
| Absolute Games        | 90 %                                                      |
| PlayGround.ru         | 9,4/10                                                    |
| StopGame.ru           | «Изумительно» «Наш выбор»                                 |
| «Игромания»           | 9,5/10                                                    |
| «Игры Mail.ru»        | 9,5/10                                                    |
| «Канобу»              | 9,5/10                                                    |

| Сводный рейтинг | Сводный рейтинг |
| Агрегатор       | Оценка          |
| --------------- | --------------- |
| GameRankings    | 75,40 %         |

| Сводный рейтинг | Сводный рейтинг |
| Агрегатор       | Оценка          |
| --------------- | --------------- |
| GameRankings    | 73,88 %         |

Batman: Arkham City получила «всеобщее признание» со стороны критиков; согласно сайту-агрегатору Metacritic, наиболее высоко в 96 баллов из 100 была оценена версия для PlayStation 3, в то время как версия для Xbox 360 получила 94 балла. Порт на ПК оценён в 91 балл. Arkham City была занесена в Книгу рекордов Гиннесса как «самая высокооценённая видеоигра о супергероях за всю историю», сместив Arkham Asylum.
Эндрю Райнер из Game Informer присвоил Arkham City максимальные десять баллов из десяти, назвав её «лучшей игрой по лицензии из когда-либо созданных», подчеркнув, что игра может стать самым масштабным и «самым приятным таймшером» 2011 года. Резюмируя, он написал, что City превзошла все установленные Arkham Asylum стандарты, став «одним из величайших явлений в истории Бэтмена». Гриффин Макэлрой из Joystiq похвалил игру за повышенное внимание к деталям и совершенство игровых механик и окружения, отметив, что «они вдохнули жизнь в и без того красивый мир, наполненный множеством возможностей и амбиций». Критике Макэлрой подверг игровое повествование как серию оправданий для столкновения со злодеями, которые были «одномерными боксёрскими грушами», шаблонные диалоги и «разочаровывающие» задания Загадочника.
Кристиан Донлан из Eurogamer посчитал, что игре, как и её предшественнице, не хватало «сюрприза», но похвалил улучшенных боссов, анимации и объём доступных действий. Донлан сказал, что игровая среда была детализированной, а способности Бэтмена позволяют «почувствовать себя величайшим в мире детективом в патруле». Грег Миллер из IGN написал: «Озвучка, испытания, потрясающее начало, невероятная концовка и ощущение того, что ты — Тёмный рыцарь, — это то, что выделяет игру». Миллер отметил миссии за Женщину-кошку, назвав их «забавным» изменением темпа геймплея, и что ему понравилась возможность переиграть сюжет с разблокированными навыками и более сложными противниками.
Том Хоггинс из The Daily Telegraph высоко оценил прогресс игры в плане освоения новых навыков персонажей, а также «потрясающую жестокость» улучшенной боевой системы. Хоггинс назвал сюжетную линию Женщины-кошки «восхитительной», которая гибко контрастирует с мощью Бэтмена, но посетовал на её короткую продолжительность. Ник Коуэн из The Guardian назвал Arkham City лучшей игрой про Бэтмена всех времён, похвалив разнообразие побочных миссий и контента, большой состав культовых персонажей и их актёров озвучивания и удовлетворяющие испытания Загадочника. Австралийское подразделение журнала Official PlayStation Magazine поставило игре десять баллов из десяти, заявив, что «City не только лучшая игра о супергероях, когда-либо созданная, это одна из лучших игр в принципе. Она оживляет мир крестоносца в плаще лучше, чем любой комикс, фильм или телешоу, выходивших до неё». Германский сайт Play3 оценил игру в 92 %, также назвав её «лучшей игрой о супергероях в истории видеоигр». Редакция журнала GamesMaster оценила её в 97 %, указав, что City «задала золотой стандарт, которому должны следовать все будущие видеоигры».
Издание Armored Edition для Wii U получило положительные оценки, но несколько более низкие по сравнению с предыдущими платформами; согласно Metacritic, оценка Wii U-версии составляет 85 баллов из 100, что, по критериям сайта, указывает на «в целом положительные отзывы». Ричард Лидбеттер из Eurogamer критически отозвался о технических недостатках порта, в частности он отмечал проблемы с визуальным качеством и непоследовательной кадровой частотой. Рэй Карсилло из EGM сказал, что дополнительная система «Б. Э. Т.» делает некоторые сражения слишком лёгкими, а из-за глюков и «навязчивых ухищрений» игра чувствуется «явно неполноценной». Патрик Барнетт из сайта Nintendo World Report написал, что использование контроллера Wii U делает «лучшим способом познакомиться с Arkham City», но некоторые новые функции порта были «неприятными». Барнетт добавил, что визуально Wii U-версия выглядит «на одном уровне с другими платформами, если не лучше». Джей Си Флетчер из Joystiq высказал мнение, что постоянный экран карты на контроллере с сенсорным интерфейсом являются достоинствами Armored Edition, и похвалил функции дополненной реальности во время изучения преступлений. Блейк Питерсон из Game Revolution похвалил управление информацией в режиме реального времени, улучшения и технику, которые, по его мнению, сделали Бэтмена даже более уязвимым, хотя последний пункт Патрик Барнетт отмечал как недостаток.
Сюжетное дополнение «Месть Харли Квинн» Грег Миллер из IGN оценил в девять баллов из десяти и присвоил ему звание «Выбор редакции». Он сказал, что дополнение является «тем, чем должен быть загружаемый контент», но раскритиковал малое разнообразие миссий и некоторые незавершённые сюжетные линии. Кристиан Донлан из Eurogamer присвоил DLC семь баллов, написав, что Харли как повествовательный фокус сработала так же хорошо, как и Джокер. Он отметил, что за Робина было «очень весело играть», а в качестве минусов он отметил, что дополнение не предлагает чего-то кардинально нового. Стивен Тотайло из Kotaku же опубликовал сильно отрицательный отзыв на «Месть Харли Квинн», в котором он написал, что дополнение уменьшило желание перепроходить сюжетную кампанию и описал его как «восхитительный десерт в виде пирога с Джокером, начинённого ядом». Тотайло написал, что это было «бесстрастное, неубедительное путешествие, сделанное из неиспользованного материала из основной игры».

### Технические проблемы
В течение первой недели с момента релиза некоторые покупатели обнаружили проблемы с кодами на загружаемый контент на дисках; в частности код на комплект «Женщина-кошка» на некоторых коробочных изданиях отсутствовал. С данной проблемой столкнулись жители США, Канады и Великобритании. Издатель Warner Bros. признал, что у 0,5 % покупателей отсутствовал код на загрузку. После выхода в Великобритании данный неполадок получил продолжение — код на комплект для Женщины-кошки был недействителен, а сама игра после попытки активации выдавала ошибку при запуске. Комьюнити-менеджер Rocksteady Сара Уэллок заявила, что вина в ошибке лежит на системах PlayStation Network и Xbox Live.
В начале ноября 2011 года Rocksteady заявила о прочтении многочисленных сообщений от игроков, жалующихся на самоудаляющиеся файлы с сохранениями на Xbox 360, в результате чего пользователь терял весь наигранный прогресс и не мог завершить игру. При запуске версии на Windows игроки пожаловались на проблемы с производительностью при включённом DirectX 11. Разработчик признал неудобства и порекомендовал ПК-игрокам проходить игру с DirectX 9 до тех пор, пока не будет выпущен патч, решающий эту проблему.

## Продажи
Batman: Arkham City — одна из самых быстрораспродаваемых игр в истории. За первую неделю во всём мире было продано два миллиона копий из около 4,6 миллионов отгруженных — у Arkham Asylum за два года было продано примерно столько же. 8 февраля 2012 года было объявлено об отправленных шести миллионов единиц.
В течение первой недели с момента релиза Arkham City возглавила чарты во всех форматах в Великобритании, сместив FIFA 12. Это стало четвёртым по величине релизом 2011 года после FIFA, Gears of War 3  и L.A. Noire, а также крупнейшим для Warner Bros. Interactive Entertainment, удвоив продажи Asylum за первую неделю. Примерно через десять недель после выхода игра замкнула десятку самых продаваемых игр года, а также попала на 34-е место идентичного списка за 2012 год.
По данным NPD Group, Batman: Arkham City стала второй самой продаваемой игрой в США за октябрь 2011 года, достигнув полтора миллиона проданных копий на всех доступных форматах, десятой в ноябре и седьмой за весь год. Сервис проката игр GameFly объявил её «самой желаемой игрой года», обойдя Call of Duty: Modern Warfare 3. По состоянию на 2020 год, общемировое число продаж игры составляет 12,5 миллионов, а издатель заработал на Arkham City более 600 миллионов долларов. На июль 2019 года City остаётся второй самой продаваемой игрой по супергероям в США, уступая только Marvel’s Spider-Man.
Летом 2018 года, благодаря уязвимости в защите Steam Web API, стало известно, что точное количество пользователей сервиса Steam, которые играли в игру хотя бы один раз, составляет 2 467 996 человек.
После релиза Suicide Squad: Kill the Justice League в феврале 2024 года, пиковый онлайн в Arkham City стал превышать цифры новинки — спустя две недели после выхода суточный пик игры достиг почти полторы тысяч человек, обойдя Suicide Squad на 430 игроков.

## Награды и номинации
Batman: Arkham City выиграла множество наград на Spike Video Game Awards 2011 в номинациях «Персонаж года» (Джокер), «Лучшая игра для Xbox 360», «Лучшая приключенческая игра» и «Лучшая адаптированная игра». Параллельно, она была номинирована в категориях «Лучший оригинальный саундтрек», «Лучшая женская роль» (Тара Стронг), «Лучшая мужская роль» (Марк Хэмилл), «Трейлер года» (Hugo Strange Reveal Trailer), «Студия года» (Rocksteady) и «Игра года». В рамках конкурса от AIAS, Arkham City получила награду в номинации «Приключенческая игра года» и выдвигалась на звания «Выдающееся достижение — анимация», «Выдающееся достижение — арт-дизайн», «Выдающееся достижение — гейм-дирекшн», «Выдающееся достижение — игровой процесс» и «Игра года».
На восьмой церемонии вручения премии BAFTA игра победила в категориях «Исполнение персонажа» (Марк Хэмилл) и «Action», попутно получив номинации «Лучшая игра», «Художественное достижение», «Сюжет», «Оригинальное музыкальное сопровождение», «Дизайн» и «Использование звука», а также специальную номинацию «GAME» за 2011 год. Сценаристы Пол Дини, Пол Крокер и Сефтон Хилл были номинированы на премию Гильдии сценаристов США за написание сценария к видеоигре, а Крокер же был награждён идентичной премией, но в Великобритании. Национальная академия рецензентов индустрии видеоигр присудила Arkham City победу в званиях «Управление» и «Освещение/текстурирование». На шестнадцатой церемонии вручения премии «Спутник» игра была отмечена наградой «Выдающаяся игра в жанре action-adventure». На Develop Awards 2012 года City забрала награду в номинации «Использование лицензии», а «Международное 3D-общество» отдало игре премию в категории «3D-видеоигра — ПК». На пятой церемонии вручения Annual Cody Awards, Arkham City победила в категории «Лучшая лицензионная игра», попутно получив ещё четыре номинации — «Игра года», «Студия года», «Лучшая игра в жанре action-adventure» и «Лучшая графика».
Газета The Daily Telegraph отдала композитору Нику Арунделу награду «Лучший оригинальный саундтрек», а сама игра была признана «Игрой года». Параллельно, газета номинировала City в категориях «Лучший геймдизайнер» (Сефтон Хилл), «Лучшая озвучка» (Марк Хэмилл и Нолан Норт) и «Лучший разработчик» (Rocksteady). На Game Developers Choice Awards игра выдвигалась в двух номинациях — «Игра года» и «Лучший геймдизайн», а на Game Audio Network — в четырёх: «Музыка года», «Лучший саундтрек», «Лучший аудио-микс» и «Лучший вокал» (хоровое исполнение заглавной темы). В 2011 году сайт Yahoo! Games признал её «Лучшей игрой в жанре action-adventure» и «Лучшей общей игрой». От сайта GameTrailers игра получила звания «Лучшая игра для Xbox 360», «Лучшая игра на ПК» и «Лучшая приключенческая игра». На Golden Joystick Awards 2012 года Arkham City забрала премию в номинации «Лучшая экшен-игра», попутно получив номинации «Лучший игровой момент» (концовка), «Лучшее DLC» («Месть Харли Квинн») и «Игра года». В том же году экшен выдвигался на звание «Игра года» на Spike Video Game Awards. Премия BTVA Voice Acting Awards наградила актёрский состав озвучивания в номинации «Лучший актёрский ансамбль в видеоигре», а также лично Марка Хэмилла в категории «Мужское озвучивание в видеоигре». Игра заняла первое место в номинации «Экшн года» журнала «Игромания».
По данным сайта-агрегатора Metacritic, версия для PlayStation 3 является самой рейтинговой игрой года на консоли, а также самой рейтинговой игрой года на всех платформах, поделив звание с The Elder Scrolls V: Skyrim. С рейтингом в 96 баллов, Arkham City занимает шестую позицию самых высокооценённых игр в истории сайта. Несколько международных сайтов и журналов по видеоиграм назвали Batman: Arkham City «любимой игрой года» и «любимой игрой в жанре action-adventure». Batman: Arkham City фигурировала во множестве списков лучших игр 2011 года — E! Online и CNET ставили её на первое место подобного списка, Gamasutra — на второе, Digital Spy, Joystiq, VentureBeat и Wired — на третье, Associated Press и Time — на пятое, а Daily Mirror — на десятое.
Сайт GameSpot признал её «лучшей экшен-приключенческой игрой» в цикле «Лучшие игры 2011 года». В февральском выпуске журнал Game Informer поставил Бэтмена на первое место лучших героев года, а дуэль с Мистером Фризом — на четвёртое топа «10 лучших игровых моментов»; саму City журнал также признал «Лучшей экшен-приключенческой игрой». Это же издание в июне 2011 года назвало игру «Лучшей приключенческой игрой» на E3 2011. Британский журнал PlayStation Official Magazine признал Arkham City второй лучшей игрой года. Издание IGN отдала игре два звания — «Лучшая экшен-игра на ПК» и «Лучшая игра года», а на IGN People’s Choice Awards сайт наградил экшен в категориях «Лучший экшен для Xbox 360» и «Лучший сюжет для Xbox 360». Журнал Official Xbox Magazine наградил игру в номинации «Лучшая приключенческая игра», а также отдал второе место в категориях «Лучший сюжет» и «Лучшая озвучка». DieHard GameFan признал City «Лучшей экшен-игрой» и «Игрой года». На Pulcinella Awards экшен стал победителем в номинации «Лучшая интерактивная номинация». На X-Play Awards игра выиграла две номинации. Сайт 1UP.com поставил заглавную музыкальную тему игры на шестое место топа «10 лучших заглавных песен 2011 года».
В январе 2012 года Eurogamer назвал её третьей лучшей игрой 2012 года. В ноябре Time включил Arkham City в сотню величайших игр всех времён: «Трудно представить лучшую супергеройскую игру, чем Batman: Arkham City. И трудно представить лучшую игру в целом». Параллельно, Entertainment Weekly включил City в десятку лучших супергеройских игр десятилетия (2002—2012): «Это окончательное супергеройское приключение десятилетия». В 2013 году Game Informer признал её лучшей супергеройской игрой всех времён, а GamingBolt поставил её на 62-е место сотни величайших игр всех времён. В следующем году журнал Empire ставил её на 12-е место своего списка величайших видеоигр всех времён, опередив занявшую 28-е место Arkham Asylum. PC Gamer ставил игру на 68-е место лучших ПК-игр, а IGN назвал её одной из лучших игр своего поколения. В 2019 году это же издание поставило Arkham City на 54-ю строчку своего списка лучших игр всех времён, а также включила её в число лучших игр десятилетия (2010—2019). Metacritic, The Hollywood Reporter и Forbes также помещали экшен в свои списки лучших видеоигр десятилетия. В январе 2023 года, спустя почти два месяца после смерти Кевина Конроя от рака кишечника, сайт TheGamer составил топ-7 лучших игр с участием Кевина — в нём Arkham City заняла первое место. В этом же году издание IGN Nordic поставил City на восьмое место своего списка лучших игр для PlayStation 3. В феврале следующего года игра была признана лучшей игрой по комиксам DC по версии IGN.
| Год  | Премия                                         | Номинация                               | Получатель                                      | Результат | Источник                |
| ---- | ---------------------------------------------- | --------------------------------------- | ----------------------------------------------- | --------- | ----------------------- |
| 2011 | Game Critics Awards                            | Лучшая представленная игра              | Batman: Arkham City                             | Номинация | [ 313 ]                 |
| 2011 | Game Critics Awards                            | Лучшая приключенческая игра             | Batman: Arkham City                             | Номинация | [ 313 ]                 |
| 2011 | Game Critics Awards                            | Лучшая консольная игра                  | Batman: Arkham City                             | Номинация | [ 313 ]                 |
| 2011 | Spike Video Game Awards                        | Лучшая приключенческая игра             | Batman: Arkham City                             | Победа    | [ 228 ] [ 229 ]         |
| 2011 | Spike Video Game Awards                        | Лучшая адаптированная игра              | Batman: Arkham City                             | Победа    | [ 228 ] [ 229 ]         |
| 2011 | Spike Video Game Awards                        | Лучшая графика                          | Batman: Arkham City                             | Номинация | [ 228 ] [ 229 ]         |
| 2011 | Spike Video Game Awards                        | Лучший оригинальный саундтрек           | Batman: Arkham City                             | Номинация | [ 228 ] [ 229 ]         |
| 2011 | Spike Video Game Awards                        | Лучшая женская роль                     | Тара Стронг (Харли Квинн)                       | Номинация | [ 228 ] [ 229 ]         |
| 2011 | Spike Video Game Awards                        | Лучшая мужская роль                     | Марк Хэмилл (Джокер)                            | Номинация | [ 228 ] [ 229 ]         |
| 2011 | Spike Video Game Awards                        | Студия года                             | Rocksteady Studios                              | Номинация | [ 228 ] [ 229 ]         |
| 2011 | Spike Video Game Awards                        | Лучшая игра для Xbox 360                | Batman: Arkham City                             | Победа    | [ 228 ] [ 229 ]         |
| 2011 | Spike Video Game Awards                        | Персонаж года                           | Джокер                                          | Победа    | [ 228 ] [ 229 ]         |
| 2011 | Spike Video Game Awards                        | Игра года                               | Batman: Arkham City                             | Номинация | [ 228 ] [ 229 ]         |
| 2011 | Spike Video Game Awards                        | Трейлер года                            | Hugo Strange Reveal Trailer                     | Номинация | [ 228 ] [ 229 ]         |
| 2011 | 16th Satellite Awards                          | Выдающаяся экшен-приключенческая игра   | Batman: Arkham City                             | Победа    | [ 314 ]                 |
| 2011 | National Academy of Video Game Trade Reviewers | Игра года                               | Batman: Arkham City                             | Номинация | [ 238 ]                 |
| 2011 | National Academy of Video Game Trade Reviewers | Управление                              | Batman: Arkham City                             | Победа    | [ 238 ]                 |
| 2011 | National Academy of Video Game Trade Reviewers | Гейм-дизайн                             | Batman: Arkham City                             | Номинация | [ 238 ]                 |
| 2011 | National Academy of Video Game Trade Reviewers | Освещение/текстурирование               | Batman: Arkham City                             | Победа    | [ 238 ]                 |
| 2011 | National Academy of Video Game Trade Reviewers | Игровой сиквел                          | Batman: Arkham City                             | Номинация | [ 238 ]                 |
| 2011 | BTVA Voice Acting Awards                       | Мужское озвучивание в видеоигре         | Кори Бартон (Хьюго Стрейндж)                    | Номинация | [ 315 ]                 |
| 2011 | BTVA Voice Acting Awards                       | Мужское озвучивание в видеоигре         | Марк Хэмилл (Джокер)                            | Победа    | [ 315 ]                 |
| 2011 | BTVA Voice Acting Awards                       | Женское озвучивание в видеоигре         | Грей Делайл-Гриффин (Селина Кайл/Женщина-кошка) | Номинация | [ 315 ]                 |
| 2011 | BTVA Voice Acting Awards                       | Женское озвучивание в видеоигре         | Тара Стронг (Харли Квинн/Харлин Квинзель)       | Номинация | [ 315 ]                 |
| 2011 | BTVA Voice Acting Awards                       | Лучший актёрский ансамбль в видеоигре   | Batman: Arkham City                             | Победа    | [ 315 ]                 |
| 2012 | Academy of Interactive Arts & Sciences         | Приключенческая игра года               | Batman: Arkham City                             | Победа    | [ 230 ] [ 231 ] [ 232 ] |
| 2012 | Academy of Interactive Arts & Sciences         | Игра года                               | Batman: Arkham City                             | Номинация | [ 230 ] [ 231 ] [ 232 ] |
| 2012 | Academy of Interactive Arts & Sciences         | Выдающееся достижение — анимация        | Batman: Arkham City                             | Номинация | [ 230 ] [ 231 ] [ 232 ] |
| 2012 | Academy of Interactive Arts & Sciences         | Выдающееся достижение — арт-дизайн      | Batman: Arkham City                             | Номинация | [ 230 ] [ 231 ] [ 232 ] |
| 2012 | Academy of Interactive Arts & Sciences         | Выдающееся достижение — гейм-дирекшн    | Batman: Arkham City                             | Номинация | [ 230 ] [ 231 ] [ 232 ] |
| 2012 | Academy of Interactive Arts & Sciences         | Выдающееся достижение — игровой процесс | Batman: Arkham City                             | Номинация | [ 230 ] [ 231 ] [ 232 ] |
| 2012 | Премия Гильдии сценаристов США                 | Сценарий к видеоигре                    | Пол Крокер, Пол Дини, Сефтон Хилл               | Номинация | [ 235 ] [ 236 ]         |
| 2012 | Develop Awards 2012                            | Использование лицензии                  | Batman: Arkham City                             | Победа    | [ 240 ]                 |
| 2012 | International 3D Society                       | 3D-видеоигра — ПК                       | Batman: Arkham City                             | Победа    | [ 241 ]                 |
| 2012 | Game Developers Choice Awards                  | Лучший геймдизайн                       | Batman: Arkham City                             | Номинация | [ 216 ]                 |
| 2012 | Game Developers Choice Awards                  | Игра года                               | Batman: Arkham City                             | Номинация | [ 216 ]                 |
| 2012 | Game Audio Network Guild                       | Лучший аудио-микс                       | Batman: Arkham City                             | Номинация | [ 248 ]                 |
| 2012 | Game Audio Network Guild                       | Лучший вокал — хоровое исполнение       | «Main Theme»                                    | Номинация | [ 248 ]                 |
| 2012 | Game Audio Network Guild                       | Лучший саундтрек                        | Batman: Arkham City                             | Номинация | [ 248 ]                 |
| 2012 | Game Audio Network Guild                       | Музыка года                             | Batman: Arkham City                             | Номинация | [ 248 ]                 |
| 2012 | British Academy of Film and Television         | Action                                  | Batman: Arkham City                             | Победа    | [ 233 ] [ 234 ]         |
| 2012 | British Academy of Film and Television         | Художественное достижение               | Batman: Arkham City                             | Номинация | [ 233 ] [ 234 ]         |
| 2012 | British Academy of Film and Television         | Использование звука                     | Batman: Arkham City                             | Номинация | [ 233 ] [ 234 ]         |
| 2012 | British Academy of Film and Television         | Лучшая игра                             | Batman: Arkham City                             | Номинация | [ 233 ] [ 234 ]         |
| 2012 | British Academy of Film and Television         | Дизайн                                  | Batman: Arkham City                             | Номинация | [ 233 ] [ 234 ]         |
| 2012 | British Academy of Film and Television         | Награда GAME за 2011 год                | Batman: Arkham City                             | Номинация | [ 233 ] [ 234 ]         |
| 2012 | British Academy of Film and Television         | Оригинальное музыкальное сопровождение  | Batman: Arkham City                             | Номинация | [ 233 ] [ 234 ]         |
| 2012 | British Academy of Film and Television         | Исполнение персонажа                    | Марк Хэмилл (Джокер)                            | Победа    | [ 233 ] [ 234 ]         |
| 2012 | British Academy of Film and Television         | Сюжет                                   | Batman: Arkham City                             | Номинация | [ 233 ] [ 234 ]         |
| 2012 | Golden Joystick Award                          | Лучшая экшен-игра                       | Batman: Arkham City                             | Победа    | [ 252 ] [ 253 ]         |
| 2012 | Golden Joystick Award                          | Лучшее DLC                              | «Месть Харли Квинн»                             | Номинация | [ 252 ] [ 253 ]         |
| 2012 | Golden Joystick Award                          | Игра года                               | Batman: Arkham City                             | Номинация | [ 252 ] [ 253 ]         |
| 2012 | Golden Joystick Award                          | Лучший игровой момент                   | Концовка                                        | Номинация | [ 252 ] [ 253 ]         |
| 2012 | Spike Video Game Awards                        | Игра десятилетия                        | Batman: Arkham City                             | Номинация | [ 254 ]                 |
| 2012 | Writers' Guild of Great Britain                | Лучший сценарий к видеоигре             | Пол Крокер                                      | Победа    | [ 237 ]                 |
| 2012 | Pulcinella Awards                              | Лучшая интерактивная анимация           | Batman: Arkham City                             | Победа    | [ 293 ] [ 317 ]         |

## Наследие
В апреле 2013 года был анонсирован приквел к Arkham Asylum и Arkham City — Arkham Origins, вышедший 25 октября того же года. В отличие от предыдущих игр, Origins разрабатывала Warner Bros. Games Montreal. Её действия проходят за несколько лет до событий Asylum, а ещё совсем молодому и менее опытному Бэтмену противостоит Чёрная Маска в канун Рождества, который объявляет восьмерым наёмным убийцам большую награду за убийство супергероя. В день выхода Origins вышел также спин-офф к основной игре — Batman: Arkham Origins Blackgate , разработанный американской студией Armature Studios для портативных консолей PlayStation Vita и Nintendo 3DS, но позднее вышедший на «старшие» платформы. Сценарист Arkham Asylum и Arkham City Пол Дини не участвовал в написании дополнения «Месть Харли Квинн» и последующих игр, но сказал, что с удовольствием примет предложение Warner Bros. и Rocksteady, если его позовут.
В марте 2014 года состоялся анонс Arkham Knight от Rocksteady, который вышел на Windows, PlayStation 4 и Xbox One 23 июня 2015 года. Действия Arkham Knight разворачиваются спустя девять месяцев после событий Arkham City, а главными злодеями являются Пугало и Рыцарь Аркхэма.
В 2013 году по Arkham City сделали настольную карточную игру на двоих — Batman: Arkham City Escape. За предзаказ файтинга Injustice: Gods Among Us игрок получал бонусные костюмы из Arkham City для Бэтмена, Женщины-кошки и Джокера, а за привязку к iOS-версии — костюм Харли Квинн.
В фильме «Отряд самоубийц: Миссия навылет» Харли Квинн в исполнении Марго Робби носит костюм, в котором представлена традиционная для героини красно-чёрная цветовая палитра — по словам режиссёра Джеймса Ганна, он черпал вдохновение из одеяния персонажа в Arkham City.